# Tamarix parviflora
Tamarix parviflora — вид гвоздикоцвітих рослин родини Тамариксові (Tamaricaceae), поширений у Середземномор'ї. лат. Tamarix — латинська назва цієї рослини походить від річки Tamaris в Іспанії. лат. parviflora — «дрібноквітий».

## Морфологія
Чагарник або дерево висотою від 2 до 6 м. Гілочки покриті крихітними лінійними листками не більшими за 2 або 3 мм в довжину. Листки ланцетні, 2–2,5 мм. Суцвіття — китиці. Квіти: чотири рожеві від довгастих до яйцеподібних пелюстки 1.8–2 (-2,2) мм; чашолистки 1-1,5 мм; тичинок 4. Коробочки 4–5 мм.

## Поширення
Батьківщина. Західна Азія: Ізраїль; Туреччина. Південна Європа: Албанія; Хорватія; Греція; Македонія; Словенія.
Натуралізований. ПАР — Західний Кейп, Нова Зеландія, Канада, США, Мексика (Баха Каліфорнія), Аргентина, Австралія.. 
Вид зростає на берегах річок і на болотах на висотах від 0 до 300 метрів.

## Галерея

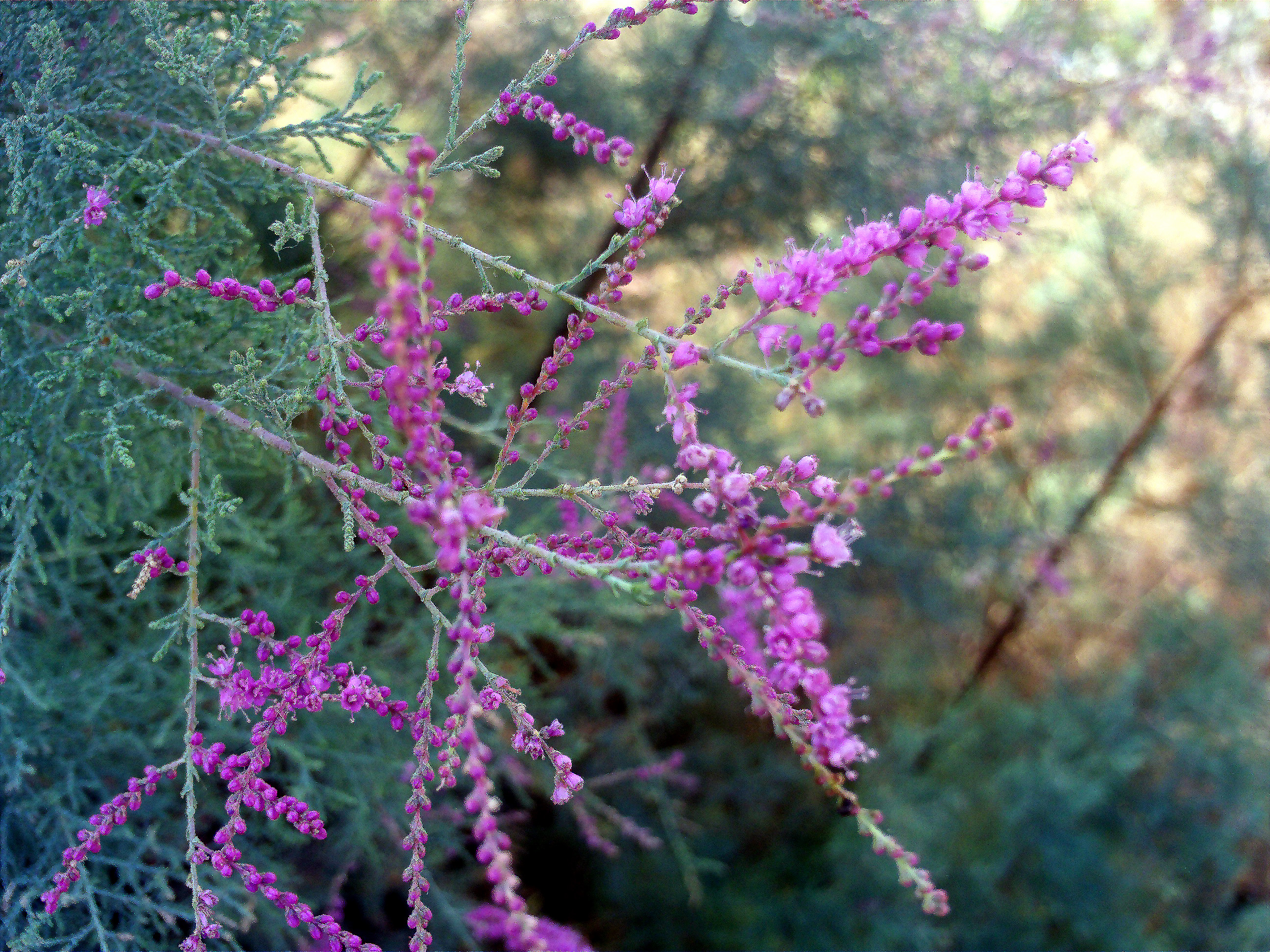

## Використання
Вид культивується.